# Kfz-Kennzeichen (China)

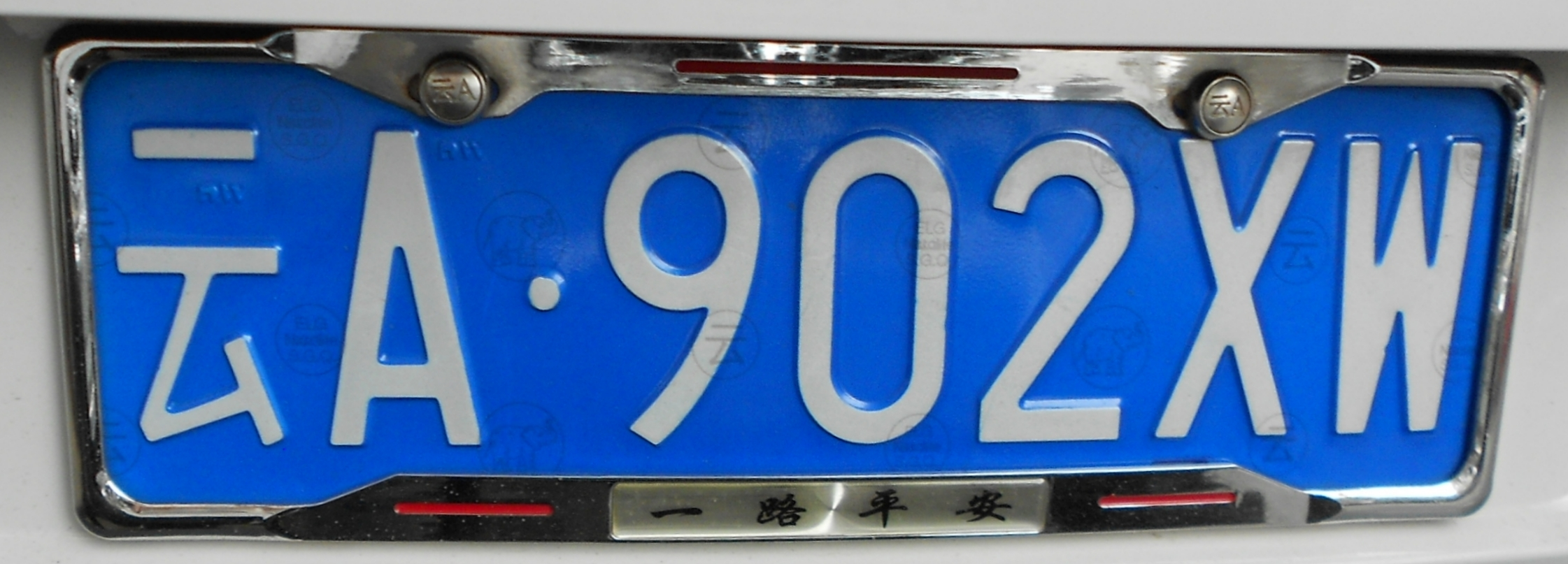
Blaues Kennzeichen aus Kunming

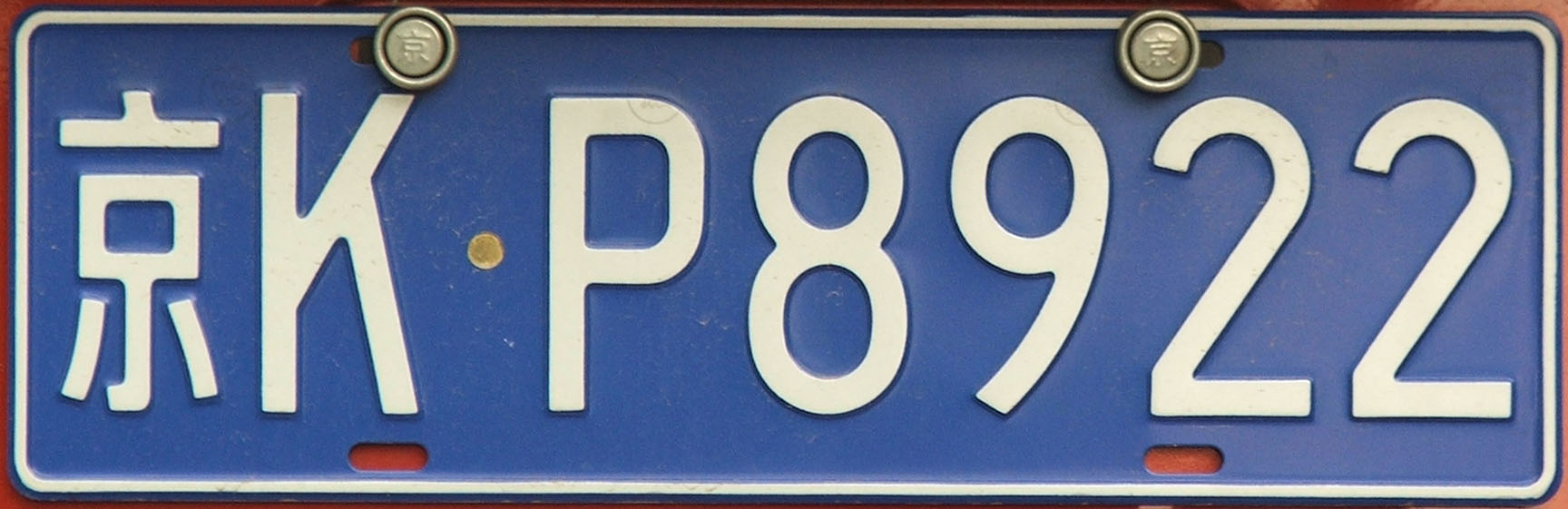
Blaues Nummernschild

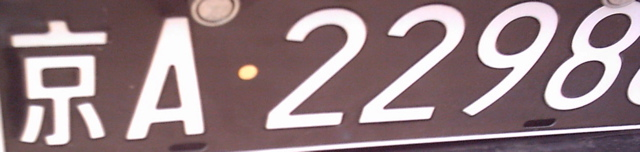
Schwarzes Nummernschild

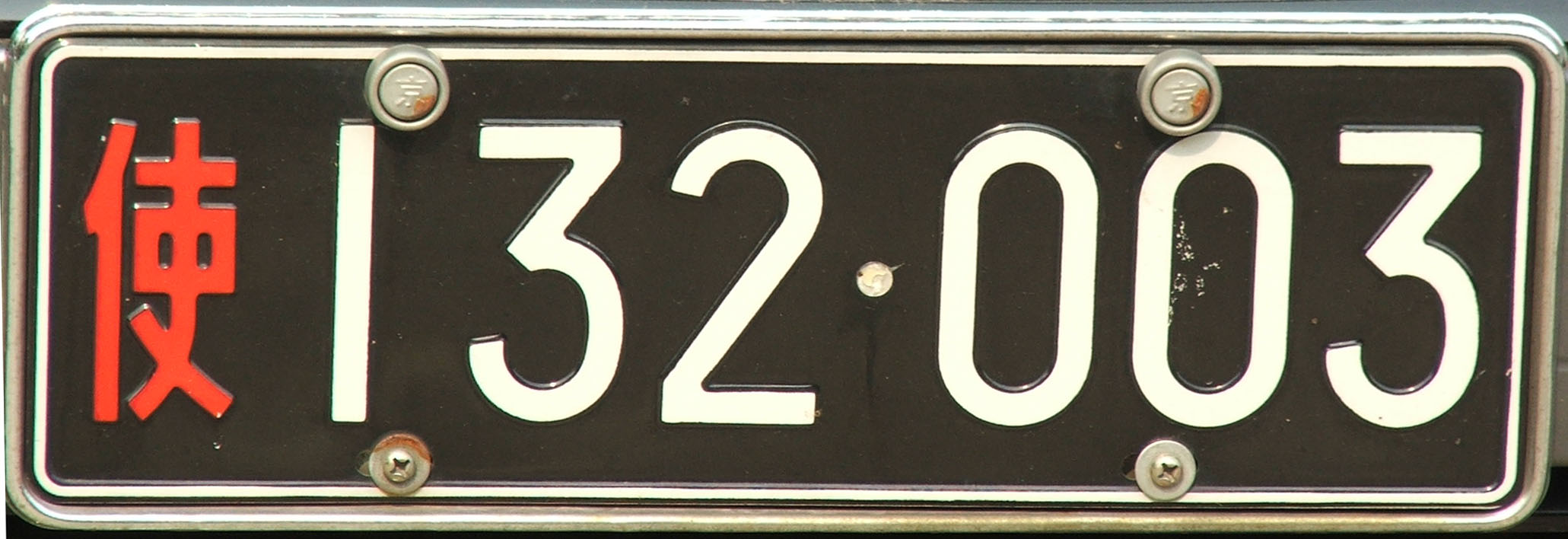
Diplomatenkennzeichen

Kennzeichen für den Grenzverkehr nach Hongkong

Die chinesischen Kfz-Kennzeichen gibt es in vier Farben:
- grün für kleine New-Energy-Fahrzeuge
- blau für kleine Personenkraftwagen, leichte Nutzfahrzeuge und leichte Motorräder
- gelb für mittelgroße und große Busse, schwere Nutzfahrzeuge, Anhänger, Fahrschulfahrzeuge, landwirtschaftliche Fahrzeuge und Motorräder
- schwarz für Fahrzeuge ausländischer Unternehmen (einschließlich Unternehmen aus Hongkong, Macau und Taiwan), internationale Organisationen in China sowie ausländische Privatpersonen

(Bis 1992 waren alle chinesischen Kfz-Kennzeichen grün)
Auf den Kennzeichen steht in als erstes der Name der Provinz in chinesischen Schriftzeichen (京 zum Beispiel für Peking) gefolgt von einem lateinischen Buchstaben, bei dem A für die größte Stadt (Region) der Provinz steht, B für die zweitgrößte usw. und somit eine genauere regionale Zuordnung erlaubt. In Peking beziehen sich die Buchstaben auf die einzelnen Stadtbezirke, wobei A und B für staatliche Fahrzeuge gelten, wie Busse, Taxis, Fahrzeuge der öffentlichen Verwaltung.
Nach dem Großbuchstaben folgt eine 5-stellie Ziffernkombination aus Buchstaben und Ziffern, (wobei die letzte stelle immer eine Ziffer ist) die durch einen Computer generiert wird und man sich bei Zulassung aus mehreren vorgeschlagenen Varianten auswählen kann.
Hongkong und Macau haben eigene Kennzeichen. Will man von dort in die übrige Volksrepublik, benötigt man ein zusätzliches (schwarzes) Kennzeichen.
Provinz-Abkürzung mit folgendem O weist auf ein Polizeifahrzeug hin, z. B. 京O, 沪O. 使,  shǐ als erstes Zeichen zeigt Botschafts- oder Konsularfahrzeuge an. (甲乙丙丁戊己庚辛壬癸,  jiǎ yi bǐng dīng wù jǐ gēng xīn rén guǐ) als Provinz-Abkürzung oder ein Fahrzeug mit einem roten und einem schwarzen Zeichen finden sich an Militärfahrzeugen.
Im Sommer 2002 wurden in einigen Städten neue (blaue) Kennzeichen (mit schwarzer Schrift) ausgegeben, die eine beliebige Kombination von Ziffern und Buchstaben nach dem Muster 000–000, 000-XXX und XXX-000 erlaubte (z. B. USA-911). Diese Ausgabe wurde aber nach wenigen Monaten abgebrochen, sodass seitdem wieder nur der Standard von 1992 gilt.
in vielen Städten herrscht so viel Verkehr, dass man anhand der letzten Ziffer an bestimmten Tagen das Fahrzeug nicht benutzen darf.
In Peking ist es im Moment (2024) so geregelt, dass jede Ziffer an einem Wochentag in der Woche nicht fahren darf. Die 5 beispielsweise nicht an einem Freitag. Nach 3 Monaten verschiebt es sich um einen Tag und die 5 darf dann nicht am Montag fahren (das Wochenende ist von der Reglung ausgenommen). In Peking gilt dies zudem nur innerhalb des ‚Zweiten Rings‘, der sog. „Altstadt“
Während Olympia 2008 war die Reglung so, dass an geraden Tagen nur gerade, an ungeraden Tagen nur ungerade Kennzeichen fahren dürfen.

## Abkürzungsverzeichnis für die Provinzen

### Peking(Beijing)
京,  jīng
- 京A, 京C, 京E, 京F, 京H, 京J, 京K, 京L, 京M, 京N, 京P, 京Q   – Stadt
- 京B – Taxis
- 京G, 京Y – Außenbezirke
- 京O – Polizei Beijing

### Tianjin
津,  jīn
- 津A, 津B, 津C, 津F, 津G, 津H, 津J, 津K, 津L, 津M, 津N, 津Q, 津R – Tianjin
- 津E – Taxis

### Hebei
冀,  jì
- 冀A – Shijiazhuang
- 冀B – Tangshan
- 冀C – Qinhuangdao
- 冀D – Handan
- 冀E – Xingtai
- 冀F – Baoding
- 冀G – Zhangjiakou
- 冀H – Chengde
- 冀J – Cangzhou
- 冀R – Langfang
- 冀T – Hengshui

### Shanxi
晋,  jìn
- 晋A – Taiyuan
- 晋B – Datong
- 晋C – Yangquan
- 晋D – Changzhi
- 晋E – Jincheng
- 晋F – Shuozhou
- 晋H – Xinzhou
- 晋J – Lüliang
- 晋K – Jinzhong
- 晋L – Linfen
- 晋M – Yuncheng

### Innere Mongolei
蒙,  měng
- 蒙A – Hohhot
- 蒙B – Baotou
- 蒙C – Wuhai
- 蒙D – Chifeng
- 蒙E – Hulun Buir
- 蒙F – Hinggan
- 蒙G – Tongliao
- 蒙H – Xilin Gol
- 蒙J – Ulanqab
- 蒙K – Ordos
- 蒙L – Bayan Nur
- 蒙M – Alxa

### Liaoning
辽,  liáo
- 辽A – Shenyang
- 辽B – Dalian
- 辽C – Anshan
- 辽D – Fushun
- 辽E – Benxi
- 辽F – Dandong
- 辽G – Jinzhou
- 辽H – Yingkou
- 辽J – Fuxin
- 辽K – Liaoyang
- 辽L – Panjin
- 辽M – Tieling
- 辽N – Chaoyang
- 辽O – Polizei
- 辽P – Huludao

### Jilin
吉,  jí
- 吉A – Changchun
- 吉B – Jilin
- 吉C – Siping
- 吉D – Liaoyuan
- 吉E – Tonghua
- 吉F – Baishan
- 吉G – Baicheng
- 吉H – Yanbian
- 吉J – Songyuan

### Heilongjiang
黑,  hēi
- 黑A – Harbin
- 黑B – Qiqihar
- 黑C – Mudanjiang
- 黑D – Jiamusi
- 黑E – Daqing
- 黑F – Yichun
- 黑G – Jixi
- 黑H – Hegang
- 黑J – Shuangyashan
- 黑K – Qitaihe
- 黑M – Suihua
- 黑N – Heihe
- 黑P – Großes Hinggan-Gebirge

### Shanghai
沪,  hù
- 沪A, 沪B, 沪D, 沪E, 沪F, 沪H – Stadt
- 沪C – Außenbezirke
- 沪O – Polizei

### Jiangsu
苏,  sū
- 苏A – Nanjing
- 苏B – Wuxi
- 苏C – Xuzhou
- 苏D – Changzhou
- 苏E – Suzhou
- 苏F – Nantong
- 苏G – Lianyungang
- 苏H – Huaiyin
- 苏J – Yancheng
- 苏K – Yangzhou
- 苏L – Zhenjiang
- 苏M – Taizhou
- 苏N – Suqian

### Zhejiang
浙,  zhè
- 浙A – Hangzhou
- 浙B – Ningbo
- 浙C – Wenzhou
- 浙D – Shaoxing
- 浙E – Huzhou
- 浙F – Jiaxing
- 浙G – Jinhua
- 浙H – Quzhou
- 浙J – Taizhou
- 浙K – Lishui
- 浙L – Zhoushan

### Anhui
皖,  wǎn
- 皖A – Hefei
- 皖B – Wuhu
- 皖C – Bengbu
- 皖D – Huainan
- 皖E – Maanshan
- 皖F – Huaibei
- 皖G – Tongling
- 皖H – Anqing
- 皖J – Huangshan
- 皖K – Fuyang
- 皖L – Suzhou
- 皖M – Chuzhou
- 皖N – Lu’an
- 皖P – Xuancheng
- 皖Q – Chaohu
- 皖R – Chizhou
- 皖S – Bozhou

### Fujian
闽,  mǐn
- 闽A – Fuzhou
- 闽B – Putian
- 闽C – Quanzhou
- 闽D – Xiamen
- 闽E – Zhangzhou
- 闽F – Longyan
- 闽G – Sanming
- 闽H – Nanping
- 闽J – Ningde
- 闽O – Polizei

### Jiangxi
赣,  gàn
- 赣A – Nanchang
- 赣B – Ganzhou
- 赣C – Yichun (Jiangxi)
- 赣D – Ji’an
- 赣E – Shangrao
- 赣F – Fuzhou (Jiangxi)
- 赣G – Jiujiang
- 赣H – Jingdezhen
- 赣J – Pingxiang
- 赣K – Xinyu
- 赣L – Yingtan

### Shandong
鲁,  lǔ
- 鲁A – Jinan
- 鲁B – Qingdao
- 鲁C – Zibo
- 鲁D – Zaozhuang
- 鲁E – Dongying
- 鲁F – Yantai
- 鲁G – Weifang
- 鲁H – Jining
- 鲁J – Tai’an (Shandong)
- 鲁K – Weihai
- 鲁L – Rizhao
- 鲁M – Laiwu
- 鲁N – Dezhou
- 鲁P – Liaocheng
- 鲁Q – Linyi
- 鲁R – Heze (Shandong)
- 鲁S – Laiwu
- 鲁U – Huangdao (Qingdao Economic & Technological Development Area)

### Henan
豫,  yù
- 豫A – Zhengzhou
- 豫B – Kaifeng
- 豫C – Luoyang
- 豫D – Pingdingshan
- 豫E – Anyang
- 豫F – Hebi
- 豫G – Xinxiang
- 豫H – Jiaozuo
- 豫J – Puyang
- 豫K – Xuchang
- 豫L – Luohe
- 豫M – Sanmenxia
- 豫N – Shangqiu
- 豫P – Zhoukou
- 豫Q – Zhumadian
- 豫R – Nanyang
- 豫S – Xinyang
- 豫U – Jiyuan

### Hubei
鄂,  è
- 鄂A – Wuhan
- 鄂B – Huangshi
- 鄂C – Shiyan
- 鄂D – Jingzhou
- 鄂E – Yichang
- 鄂F – Xiangfan
- 鄂G – Ezhou
- 鄂H – Jingmen
- 鄂J – Huanggang
- 鄂K – Xiaogan
- 鄂L – Xianning
- 鄂M – Xiantao
- 鄂N – Qianjiang
- 鄂P – Shennongjia
- 鄂Q – Enshi
- 鄂R – Tianmen
- 鄂S – Suizhou

### Hunan
湘,  xiāng
- 湘A – Changsha
- 湘B – Zhuzhou
- 湘C – Xiangtan
- 湘D – Hengyang
- 湘E – Shaoyang
- 湘F – Yueyang
- 湘G – Zhangjiajie
- 湘H – Yiyang
- 湘J – Changde
- 湘K – Loudi
- 湘L – Chenzhou
- 湘M – Yongzhou
- 湘N – Huaihua
- 湘P – Xiangxi

### Guangdong
粤,  yuè
- 粤A – Guangzhou
- 粤AQ – Panyu
- 粤B – Shenzhen
- 粤C – Zhuhai
- 粤D – Shantou
- 粤E – Foshan
- 粤ET – Sanshui
- 粤EV – Gaoming
- 粤F – Shaoguan
- 粤G – Zhanjiang
- 粤H – Zhaoqing
- 粤HL – Sihui
- 粤HR – Deqing (Zhaoqing)
- 粤J – Jiangmen
- 粤K – Maoming
- 粤L – Huizhou
- 粤M – Meizhou
- 粤N – Shanwei
- 粤O – Polizei
- 粤P – Heyuan
- 粤Q – Yangjiang
- 粤R – Qingyuan
- 粤S – Dongguan
- 粤T – Zhongshan
- 粤U – Chaozhou
- 粤V – Jieyang
- 粤W – Yunfu
- 粤X – Shunde (Stadtbezirk von Foshan)
- 粤Y – Nanhai (Stadtbezirk von Foshan)
- 粤Z – Zollkennzeichen für Fahrzeuge aus Hongkong und Macao im Verkehr mit dem Festland. Vier alphanumerische Zeichen, gefolgt vom Zeichen 港,  für Hongkong) oder 澳 (für Macao.

### Guangxi
桂,  guì
- 桂A – Nanning
- 桂B – Liuzhou
- 桂C – Guilin
- 桂D – Wuzhou
- 桂E – Beihai
- 桂F – Chongzuo
- 桂G – Laibin
- 桂H – Guilin
- 桂J – Hezhou
- 桂K – Yulin (Guangxi)
- 桂L – Bose
- 桂M – Hechi
- 桂N – Qinzhou
- 桂P – Fangchenggang
- 桂R – Guigang

### Hainan
琼,  qióng
- 琼A – Haikou
- 琼B – Sanya
- 琼C – Qiongbei

### Chongqing
渝,  yú
- 渝A – Chongqing (nördl. des Jangtse)
- 渝B – Chongqing (südl. des Jangtse)
- 渝C – Yongchuan, Jiangjin, Hechuan, Tongnan, Tongliang, Bishan, Dazu, Qijiang, Rongchang
- 渝F – Wanzhou, Liangping, Chengkou, Wushan, Wuxi, Zhong, Kai, Fengjie, Yunyang
- 渝G – Fuling, Nanchuan, Dianjiang, Fengdu, Wulong
- 渝H – Qianjiang, Shizhu, Xiushan, Youyang, Pengshui

### Sichuan
川,  chuān
- 川A – Chengdu
- 川B – Mianyang
- 川C – Zigong
- 川D – Panzhihua
- 川E – Luzhou
- 川F – Deyang
- 川H – Guangyuan
- 川J – Suining
- 川K – Neijiang
- 川L – Leshan
- 川M – Ziyang
- 川Q – Yibin
- 川R – Nanchong
- 川S – Dazhou
- 川T – Ya’an
- 川U – Ngawa
- 川V – Garzê
- 川W – Liangshan
- 川X – Guang’an
- 川Y – Bazhong
- 川Z – Meishan

### Guizhou
贵,  Guì
- 贵A – Guiyang
- 贵B – Liupanshui
- 贵C – Zunyi
- 贵D – Tongren
- 贵E – Qianxinan
- 贵F – Bijie
- 贵G – Anshun
- 贵H – Qiandongnan
- 贵J – Qiannan

### Yunnan
云,  Yún
- 云A – Kunming
- 云C – Zhaotong
- 云D – Qujing
- 云E – Chuxiong
- 云F – Yuxi
- 云G – Honghe
- 云H – Wenshan
- 云J – Pu’er
- 云K – Xishuangbanna
- 云L – Dali
- 云M – Baoshan
- 云N – Dehong
- 云P – Lijiang
- 云Q – Nujiang
- 云R – Dêqên
- 云S – Lincang

### Tibet
藏,  Zàng
- 藏A – Lhasa
- 藏B – Qamdo
- 藏C – Shannan
- 藏D – Xigazê
- 藏E – Nagqu
- 藏F – Ngari
- 藏G – Nyingchi

### Shaanxi
陕,  shǎn
- 陕A – Xi’an
- 陕B – Tongchuan
- 陕C – Baoji
- 陕D – Xianyang
- 陕E – Weinan
- 陕F – Shangluo
- 陕G – Ankang
- 陕H – Hanzhong
- 陕J – Yan’an
- 陕K – Yulin
- 陕V – Yangling

### Gansu
甘,  gān
- 甘A – Lanzhou
- 甘B – Jiayuguan
- 甘C – Jinchang
- 甘D – Baiyin
- 甘E – Tianshui
- 甘F – Jiuquan
- 甘G – Zhangye
- 甘H – Wuwei
- 甘J – Dingxi
- 甘K – Longnan
- 甘L – Pingliang
- 甘M – Qingyang
- 甘N – Linxia Huizu
- 甘P – Gannan

### Qinghai
青,  qīng
- 青A – Xining
- 青B – Haidong
- 青C – Haibei
- 青D – Huangnan
- 青E – Hainan
- 青F – Golog
- 青G – Yushu
- 青H – Haixi

### Ningxia
宁,  níng
- 宁A – Yinchuan
- 宁B – Shizuishan
- 宁C – Wuzhong
- 宁D – Guyuan
- 宁E – Zhongwei

### Xinjiang
新,  Xīn
- 新A – Ürümqi
- 新B – Changji
- 新C – Shihezi
- 新D – Kuytun
- 新E – Bortala
- 新F – Ili
- 新G – Tacheng
- 新H – Altay
- 新J – Karamay
- 新K – Turpan
- 新L – Kumul
- 新M – Bayingolin
- 新N – Aksu
- 新P – Kizilsu
- 新Q – Kaschgar
- 新R – Hotan